# Sinophorus crassifemur
Sinophorus crassifemur là một loài tò vò trong họ Ichneumonidae.